# 半音節文字

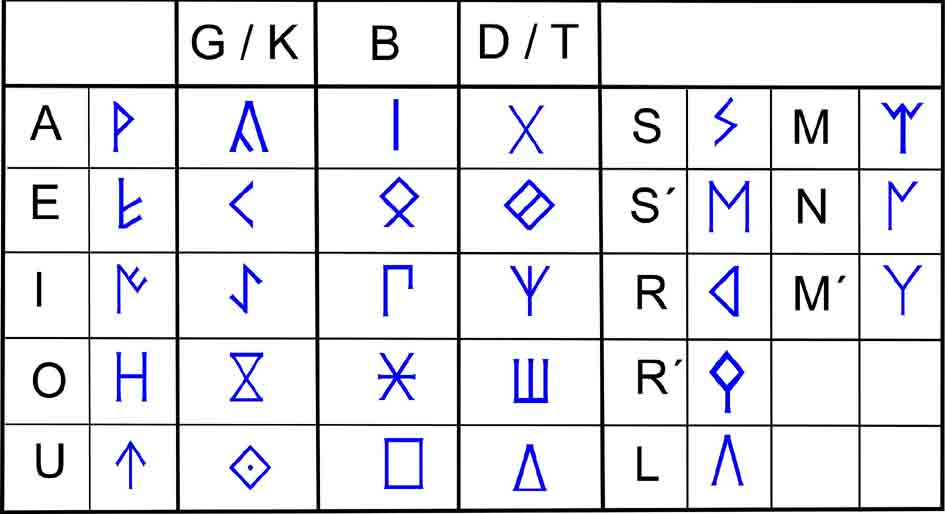
東北非雙伊比利亞半音節文字

半音節文字是一種半字母半音節的書寫系統。該釋義傳統上衍生至元音附標文字，但本文主要討論的是前者。

## 注音符號
注音符號是標準漢語的標音系統之一，現有37符號（21聲母、3介音及13韻母），是種標音符號。
一組音節由音節首（onset）和韻基（韻基rhyme＝韻腹nucleus＋韻尾coda）組成。注音符號音節首的「聲母」（ㄅㄆㄇㄈ…）和「介音」（一ㄨㄩ）都是獨立的輔音或獨立的元音，有拼音文字的特質。位於注音韻腹和韻尾的「韻母」（ㄞㄟㄠㄢ…）則有代表一組音節性質的符號，例如ㄢ由/an/一元音一輔音組成。
注音符号有多个系统，有记录官话的注音符号，有记录台湾话的台湾方音符号，还有记录吴语的苏州注音符号。

## 伊比利亚半音节文字
古西班牙文字是伊比利亚半岛上公元前5（可能早至7）世纪发展起来的一族半音节文字。有研究人员认为其全部来自腓尼基字母，另一些则认为希腊字母也发挥了作用。古西班牙文字在类型学上相当不寻常，因为它们的音节和字母是平衡的：对塞音表现为音节文字，对其他辅音和元音则表现为全音素文字。音节部分的每个字符代表不同的元辅音组合，例如ga的写法异于ge；此外，南部的原始形式不分塞音清浊，因此ga可写/ga/和/ka/，而东北伊比利亚文字的一种变体（根据考古证据是较早的一种）会在齿龈音（/d/~/t/）和软腭音（/g/~/k/）字符上加笔，以区分清浊。
塔尔提索斯文，或称西南文有特殊行为：虽然用于书写塞音的字母由后面的元音决定，但元音也会写出来。有人将其视为冗余班音节文字，另一些人则视其为多余的全音素文字。值得注意的是，伊特拉斯坎语和早期拉丁语的C、K、Q有类似用法，只有<Ka> 、<Qo>、<Qu>（剩下均写C）几种组合，且都写/k/、/g/。
- 西南伊比利亚文字 – 塔尔提索斯语
- 东南伊比利亚文字 – 伊比利亚语
- 东北伊比利亚字母 – 伊比利亚语
- 凯尔特伊比利亚字母 – 凯尔特伊比利亚语

## 救世苗文
救世苗文与注音符号类似，但韵母写在声母前面；每个韵母有两个字母，取决于声调；韵母/āu/和声母/k/为默认。

## 古波斯楔形文字
古波斯楔形文字与塔尔提索斯文比较像：有些辅音字母为某一元音独有，有些是部分合并的，有些是简单的，但所有元音字母无论多余与否都要书写。

## 赫梯楔形文字
赫梯楔形文字中的“全书”与古波斯楔形文字比较像，可以解释为也已经向准字母发展。

## 巴姆穆文字
现代巴姆穆文字基本上是CV音节文字，但并没有足够的字形用于书写。其余音节就用CV与V字形组合而成，因此这些音节实际上用字母书写了。

## 日语假名
日语假名有时也会充当半音节文字，例如在拼写标准音节表中不存在的音节时：トゥ（tu）、ヴァ（va）等，这时第一个字符表示辅音，第二个字符表示元音。

## 延伸閱讀
- Correa, José Antonio (2005): «Del alfabeto fenicio al semisilabario paleohispánico», Palaeohispanica 5, pp. 137–154.
- Ferrer i Jané, Joan (2005): «Novetats sobre el sistema dual de diferenciació gràfica de les oclusives sordes i sonores», Palaeohispanica 5, pp. 957–982.
- Rodríguez Ramos, Jesús (2000): «La lectura de las inscripciones sudlusitano-tartesias», Faventia 22/1, pp. 21–48.

## 外部連結
- Iberian Epigraphy – Jesús Rodríguez Ramos